# John Lawrence Smith
Pour les articles homonymes, voir John Smith et Smith.
John Lawrence Smith (17 décembre 1818 - 12 octobre 1883) était un chimiste américain, né à Louisville (Kentucky)